# Philodendron ancuashii
Philodendron ancuashii är en kallaväxtart som beskrevs av Thomas Bernard Croat. Philodendron ancuashii ingår i släktet Philodendron, och familjen kallaväxter. Inga underarter finns listade.